# Transcripció del català al japonès
El japonès sol fer les transcripcions de la parla, però com que l'escriptura és supradialectal i més representativa del conjunt de la llengua, la transcripció del català al japonès sol fer-se basant-se en l'escriptura. Això sumat al fet que el japonès és una llengua més senzilla quant a sons, cosa que obliga a simplificar la fonètica, fa que la transcripció més representativa de la llengua pugui ser considerada de fet una barreja del català oral.
El sistema de vocalització tònic és només de 5 vocals com en el català septentrional, simplificant-se é/è a エ i ó/ò a オ, (no a ウ).
El sistema de vocalització àton és també de 5 vocals com en el català occidental.
El sistema de consonantització és com en el català balear on no hi ha ni fenòmens d'apitxament ni d'emmudiment consonàntic final, a excepció de la r final que es posa com en el valencià.
Per a la trancripció cap al japonès sempre es fa servir el sil·labari katakana. Mai el hiragana ni de bon tros els kanjis.
| Català                                                           | Japonès                                                                      |
| a,i,u,e,o                                                        | ア、イ、ウ、エ、オ                                                           |
| ba,bi,bu,be,bo                                                   | バ、ビ、ブ、ベ、ボ                                                           |
| ca,ci,cu,ce,co                                                   | カ、スィ、ク、セ、コ                                                         |
| ha,hi,hu,he,ho                                                   | ア、イ、ウ、エ、オ                                                           |
| da,di,du,de,do                                                   | ダ、ディ、ドゥ、デ、ド                                                       |
| fa,fi,fu,fe,fo                                                   | ファ、フィ、フ、フェ、フォ                                                   |
| ga,gi,gu,ge,go                                                   | ガ、ジ、グ、ジェ、ゴ                                                         |
| gua,gui,gue,guo,güi,güe                                          | グァ、ギ、ゲ、グォ、グィ、グェ                                               |
| qua,qui,que,quo,qüi,qüe                                          | クァ、キ、ケ、クォ、クィ、クェ                                               |
| qa,qi,qu,qe,qo                                                   | カ、キ、ク、ケ、コ                                                           |
| ja,ji,ju,je,jo                                                   | ジャ、ジ、ジュ、ジェ、ジョ                                                   |
| ka,ki,ku,ke,ko                                                   | カ、キ、ク、ケ、コ                                                           |
| la,li,lu,le,lo                                                   | ラ、リ、ル、レ、ロ                                                           |
| l·la,l·li,l·lu,l·le,l·lo                                         | ッラ、ッリ、ッル、ッレ、ッロ                                                 |
| ça,çu,ço                                                         | サ、ス、ソ                                                                   |
| lla,lli,llu,lle,llo                                              | リャ、リ、リュ、リェ、リョ                                                   |
| ma,mi,mu,me,mo                                                   | マ、ミ、ム、メ、モ                                                           |
| na,ni,nu,ne,no                                                   | ナ、ニ、ヌ、ネ、ノ                                                           |
| nya,nyi,nyu,nye,nyo                                              | ニャ、ニ、ニュ、ニェ、ニョ                                                   |
| pa,pi,pu,pe,po                                                   | パ、ピ、プ、ペ、ポ                                                           |
| ra,ri,ru,re,ro                                                   | ラ、リ、ル、レ、ロ                                                           |
| rra,rri,rru,rre,rro                                              | ッラ、ッリ、ッル、ッレ、ッロ                                                 |
| vocal+sa,vocal+si,vocal+su,vocal+se,vocal+so                     | vocal+ザ,vocal+ズィ,vocal+ズ,vocal+ゼ,vocal+ゾ                               |
| consonant+sa,consonant+si,consonant+su,consonant+se,consonant+so | consonant+サ、consonant+スィ、consonant+ス、consonant+セ、consonant+ソ       |
| ssa,ssi,ssu,sse,sso                                              | サ、スィ、ス、セ、ソ                                                         |
| ta,ti,tu,te,to                                                   | タ、ティ、トゥ、テ、ト                                                       |
| va,vi,vu,ve,vo                                                   | ヴァ、ヴィ、ヴ、ヴェ、ヴォ o bé バ、ビ、ブ、ベ、ボ (betacista)               |
| wa,wi,wu,we,wo                                                   | ワ、ウィ、ウ、ウェ、ウォ                                                     |
| vocal+xa,vocal+xi,vocal+xu,vocal+xe,vocal+xo                     | vocal+シャ、vocal+シ、vocal+シュ、vocal+シェ、vocal+ショ                     |
| consonant+xa,consonant+xi,consonant+xu,consonant+xe,consonant+xo | consonant+シャ、consonant+シ、consonant+シュ、consonant+シェ、consonant+ショ |
| vocal+ixa,vocal+ixi,vocal+ixu,vocal+ixe,vocal+ixo                | vocal+シャ、vocal+シ、vocal+シュ、vocal+シェ、vocal+ショ                     |
| txa,txi,txu,txe,txo                                              | チャ、チ、チュ、チェ、チョ、                                                 |
| za,zi,zu,ze,zo                                                   | ザ,ズィ,ズ,ゼ,ゾ                                                             |
| b,c,d,f,g,k,l,ll                                                 | ブ、ク、ド、フ、グ、ク、ル、ユ                                               |
| m,n,p,r,s,t,z,tx                                                 | ン(ム)、ン、プ、ル、ス、ト、ズ、チ                                           |
| vocal+ig,consonant+ig                                            | vocal+チ、consonant+イチ                                                     |